# 罗卡卡纳韦塞
罗卡卡纳韦塞（義大利語：Rocca Canavese），是意大利都灵省的一个市镇。总面积14.19平方公里，人口1785人，人口密度125.8人/平方公里（2009年）。ISTAT代码为001221。